# Мичжи
Мичжи́ (кит. упр. 米脂, пиньинь Mǐzhī) — уезд городского округа Юйлинь провинции Шэньси (КНР).

## История
При империи Цинь эти земли входили в состав уезда Фуши (肤施县) округа Шанцзюнь (上郡). При империи Хань в 89 году был создан уезд Дулэ (独乐县). В 107 году местные племена восстали, и в 111 году власти округа Шанцзюнь были вынуждены эвакуироваться на юг, вернувшись лишь в 129 году. В 140 году кочевники восстали вновь, и эти земли надолго перешли под власть кочевых народов.
Во времена империи Восточная Цзинь гунны создали здесь государство Великое Ся. В 427 году войска Северной Вэй захватили эту территорию. В 487 году здесь был создан уезд Гэжун (革融县), а в 518 году эти земли вошли в состав уезда Дабинь (大斌县). При империи Западная Вэй в 552 году эти земли оказались в составе уезда Фунин (抚宁县). При империи Северная Чжоу в 563 году была учреждена область Иньчжоу (银州), и с той поры эта территория находилась под непосредственным управлением областных властей.
При империи Суй в 583 году были созданы уезды Жулинь (儒林县), Фунин и Кайцзян (开疆县). Когда в конце империи Суй в стране начались беспорядки, Лян Шиду создал в этих местах в 617 году государство Лян (梁国) и признал себя вассалом тюркского Шибир-хана. В 628 году в Восточно-тюркском каганате началась внутренняя смута, и он не смог прийти на помощь Лян Шиду. Осаждённый Лян Шиду был убит своим двоюродным братом Лян Ложэнем, который после этого сдался Ли Шиминю, после чего эти места вошли в состав империи Тан.
В конце империи Тан тангутский вождь Тоба Сыми за помощь в подавлении восстания Хуан Чао получил в 886 году звание цзедуши Диннаньского военного округа (定难军), образованного в этих местах. Он сумел остаться в стороне от бурных событий эпохи Пяти династий и 10 царств, и после объединения страны империей Сун очередной наследный цзедуши Ли Цзипэн в 982 году признал главенство новой империи, но его младший брат Ли Цзицянь захватил контроль над областью Иньчжоу, и то признавал власть Сун, то восставал против неё. В 1038 году внук Ли Цзицяня Ли Юаньхао провозгласил себя императором государства Си Ся; эти земли вошли в его состав и здесь была создана Мичжоуская застава. В 1081 году регион был захвачен сунскими войсками, но по мирному договору 1089 года вся область Иньчжоу отошла к Си Ся. В 1098 году сунские войска вновь заняли эти земли, а в 1128 году чжурчжэни включили эту территорию в состав своей империи Цзинь.
В 1221 году эти земли были захвачены монголами, и в 1226 году был создан уезд Мичжи. В 1267 году к уезду Мичжи был присоединён уезд Динжун (定戎县).
В 1643 году после того, как Ли Цзычэн сверг империю Мин и провозгласил основание империи Шунь, уезд Мичжи был переименован в Тяньбао (天保县). В 1644 году сюда вошли маньчжурские войска, включив регион в состав империи Цин, и вернули уезду название Мичжи.
В конце 1930-х годов эти земли перешли под контроль коммунистов, войдя в состав Шэньси-Ганьсу-Нинсяского советского района. После образования КНР в 1950 году был создан Специальный район Суйдэ (绥德专区), и уезд вошёл в его состав. В 1956 году Специальный район Суйдэ был присоединён к Специальному району Юйлинь (榆林专区). В 1958 году уезд Цзясянь был присоединён к уезду Мичжи, но в 1961 году был воссоздан в прежних границах. В 1968 году Специальный район Юйлинь был переименован в Округ Юйлинь (榆林地区).
В 1999 году постановлением Госсовета КНР были расформированы округ Юйлинь и городской уезд Юйлинь, и был образован городской округ Юйлинь.

## Административное деление
Уезд делится на 1 уличный комитет и 8 посёлков.